# Threemilestone
Threemilestone är en by i Cornwall distrikt i Cornwall grevskap i England. Byn är belägen 4,7 km 
från Truro. Orten har 2 738 invånare (2015).